# مصطفى فتحي
مصطفى محمد فتحى عبد الحميد (مواليد 12 مايو 1994) لاعب كرة قدم مصري يلعب كجناح لنادي بيراميدز في الدوري المصري الممتاز والمنتخب المصري. تم تسميت كافضل لاعب في مصر علي مدار السنين و قد احرز الكره الذهبيه من قبل
بدأ مسيرته الكروية مع نادى نبروه، وفي موسم 2012/2013 انتقل إلى نادي بلقاس، ومن ثم انتقل إلى نادى الزمالك،وإنضم إلى تشكيلة المنتخب الوطني وهو اليوم معار إلى نادي التعاون في عقد لثلاث سنوات.

## مسيرته الكروية

### الزمالك
لعب مصطفي فتحي في نادي الزمالك وأحرز عدة الأهداف من أشهرها هدفه في نادي وادي دجلة بعد مراوغته للحارس عصام الحضري، وأيضاً هدفه في النادي المصري.

#### موسم 2021-2022
في 21 ديسمبر 2021، سجل مصطفى فتحى لاعب الزمالك الهدف الأول لفريقه أمام المقاولون العرب في الدقيقة 60 من عمر مباراة الفريقين التي إنتهت بفوز الزمالك 2-1 في الجولة السابعة من الدوري المصري الممتاز.
| النادى  | الموسم   | الدورى    | الدورى  | النادى    | النادى  | دولية     | دولية   | أخرى      | أخرى    | الاجمالى  | الاجمالى |
| ------- | -------- | --------- | ------- | --------- | ------- | --------- | ------- | --------- | ------- | --------- | -------- |
| النادى  | الموسم   | المشاركات | الاهداف | المشاركات | الاهداف | المشاركات | الاهداف | المشاركات | الاهداف | المشاركات | الاهداف  |
| الزمالك | 2013–14  | 13        | 5       | -         | -       | 4         | 2       | -         | -       | 17        | 7        |
| الزمالك | 2014–15  | 24        | 3       | 3         | 4       | 8         | 6       | -         | -       | 35        | 13       |
| الزمالك | 2015–16  | 30        | 12      | 4         | 3       | 6         | 4       | 1         | 0       | 41        | 19       |
| الزمالك | الإجمالى | 67        | 20      | 7         | 7       | 18        | 12      | 1         | 0       | 93        | 39       |

### في نادي التعاون السعودي
موسم 2017 - 2018
لعب فتحي في دوري المحترفين السعودي مع نادي التعاون 11 مباراة، سجل فيها 5 أهداف خلال 641 دقيقة وكان متالقة
.